# شركة مجموعة الصين للتكنولوجيا الفائقة
شركة مجموعة الصين للتكنولوجيا الفائقة المحدودة (CHTC) هي شركة تكتل صينية. الشركة مملوكة للحكومة المركزية الصينية من خلال لجنة مراقبة وإدارة الأصول المملوكة للدولة التابعة لمجلس الدولة (SASAC).  ينصب تركيز الشركة الرئيسي على صناعة النسيج. في يونيو 2017 ، أصبحت شركة مجموعة الصين للتكنولوجيا الفائقة المحدودة شركة فرعية مملوكة بالكامل لشركة سينوماك ، وهي شركة أخرى تابعة لشركة SASAC ، من خلال إعادة الهيكلة ،  كجزء من خطة لتقليل عدد الشركات التي تسيطر عليها لجنة مراقبة وإدارة الأصول المملوكة للدولة التابعة لمجلس الدولة بشكل مباشر.  

## روابط خارجية
- الموقع الرسمي